# 東尋坊口駅
東尋坊口駅（とうじんぼうぐちえき）は、かつて福井県三国町（現、坂井市）にあった、京福電気鉄道（現、えちぜん鉄道）三国芦原線の駅である。

## 歴史
東尋坊を控え、通称「海岸線」と呼ばれた観光路線の終点であったが、戦局が厳しさを増す折り、不要不急路線として休止、そのまま再開されることなく昭和40年代になって廃止となった。

### 年表
- 1932年（昭和7年）5月28日：三国芦原電鉄が海岸線として電車三国（現・三国駅） - 当駅間を延伸開業した際に開業。
- 1942年（昭和17年）9月1日：三国芦原電鉄が京福電気鉄道に合併、路線は同社の三国芦原線となる。
- 1944年（昭和19年）
  - 1月11日：京福電気鉄道三国芦原線 電車三国 - 当駅間の休止により営業休止。
  - 10月11日：芦原から三国方で平行していた三国線が国有鉄道線としては休止。三国線の三国 - 三国港間の営業権を京福電気鉄道に貸与。三国 - 三国港間が直流600Vで電化され京福電気鉄道の営業線として開業。電車三国駅を三国駅へ移転統合。電車三国駅より三国神社方の三国芦原線の軌道を三国線に付け替え、三国芦原線の列車が乗り入れ。
- 1968年（昭和43年）3月21日：休止中の三国芦原線、電車三国 - 当駅間廃止許可。

## 駅構造
地上駅。

## 隣の駅
京福電気鉄道
三国芦原線
宿駅(雄島駅) - 東尋坊口駅

## 輸送実績
| 年度           | 1932年 | 1933年 | 1934年 | 1935年 | 1936年 | 1937年  | 1938年  |
| -------------- | ------ | ------ | ------ | ------ | ------ | ------- | ------- |
| 乗客人員（人） | 30,250 | 95,702 | 64,930 | 73,613 | 65,542 | 137,833 | 111,372 |
| 貨物量（トン） | 81     | 316    | 13     | 14     | 3      | 2       | 5       |

- 福井県史統計編 第510表 三国芦原電鉄旅客・貨物福井県文書館デジタル歴史情報